# Cardamine bodinieri
Cardamine bodinieri là một loài thực vật có hoa trong họ Cải. Loài này được (H.Lév.) Lauener mô tả khoa học đầu tiên năm 1966.